# کوش‌نامه
کوش‌نامه یک منظومه حماسی به زبان فارسی، شامل ۱۰٬۱۲۹ بیت در بحر متقارب مثمن محذوف، با محوریت زندگانی «کوش پیل‌دندان»، برادرزاده ضحاک است. این منظومه را ایرانشان بن ابی‌الخیر در بین سال‌های ۵۰۰ تا ۵۰۴ ه‍.ق سرود و آن را به محمد بن ملکشاه سلجوقی تقدیم نمود. کهن‌ترین گواهی شناخته‌شده از کوش‌نامه، نوشته‌های مجمل‌التواریخ و القصص است. در این کتاب از کوش‌نامه با نام‌های «قصه کوش پیل‌دندان» و «اخبار کوش پیل‌دندان» یادشده است.
منبع ایرانشان برای سرایش منظومه کوش‌نامه ظاهراً کتابی بوده که طبق گفته خودش یکی از «مهتران شهر» به او سپرده بود:
| یکی مهتری داشتم من به شهر      |  | که از دانش و مردمی داشت بهر |
| ... مرا گفت اگر رای داری براین |  | یکی داستان دارم از شاه چین  |
| که هرکس آن را بخواند به هوش    |  | بسی بهره بردارد از کار کوش  |
| بدیدم من این نامه سودمند       |  | سراسر همه دانش و رای و پند  |

بنابر ارزیابی عبدالحسین زرین‌کوب، منشأ روایت کوش‌نامه ریشه در داستان‌های حماسی عامیانه اواخر دوره ساسانیان دارد. امروزه تنها یک نسخه خطی از کوش‌نامه شناخته‌شده است. این نسخه به‌همراه ۳ منظومه دیگر در سال ۸۰۰ ه‍.ق کتابت‌شده و با شماره OR. 2780 در کتابخانه بریتانیا نگهداری می‌شود. نبود پیوستگی داستانی میان بخش‌هایی از متن و همچنین نبود داستان نبرد کوش و سام نریمان که در مجمل‌التواریخ و القصص به آن اشاره رفته، نشان می‌دهد که این تنها نسخه شناخته‌شده از کوش‌نامه نیز به‌احتمالی ناقص است. بنابر ارزیابی سجاد آیدنلو، وجود تنها یک نسخه از کوش‌نامه دربرابر نسخه‌های متعدد شناخته‌شده از بهمن‌نامه، سروده دیگر ایرانشان بن ابی‌الخیر، احتمالاً ناشی از این مسئله بوده که برای مخاطبان ایرانی خواندن سرگذشت یک غیر ایرانی شرور و دشمن ایران، فاقد کشش و جذابیت بوده است. تنها نسخه شناخته‌شده از کوش‌نامه به‌دست جلال متینی در بین سال‌های ۱۳۵۶ تا ۱۳۷۴ ه‍.خ به تصحیح رسید. تصحیح متینی توسط انتشارات علمی سال ۱۳۷۷ به انتشار رسید. ویرایش تازه‌ای از کوش‌نامه سال ۱۴۰۳ به‌کوشش محمدرضا سعیدی و سعیده سجادی توسط انتشارات پگاه دانش منتشر گردید.
کوش‌نامه به‌دلیل شرح زندگی یک شخصیت اهریمنی و غیر ایرانی، نفوذ قابل‌توجه عناصر اسلامی و سامی در آن (یادکردن از پیامبرانی چون آدم، داوود، عیسی و حتی شخصیتی مانند نمرود به‌عنوان نوه کوش پیل‌دندان)، ارائه روایتی متفاوت از شاهنامه، دربارهٔ برخی از شخصیت‌ها و وقایع مشابه و اختصاص حدود ۵٬۰۰۰ بیت به حوادث مرتبط با شرق آسیا، نمونه‌ای ویژه بین منظومه‌های حماسی فارسی به‌حساب می‌آید.

## درون‌مایه
کوش‌نامه متشکل از ۳ بخش است:
- دیباچه؛ شامل ستایش خدا، ستودن دانش و خرد، ناپایداری عمر، ستودن پیامبر اسلام، اشاره به سرایش بهمن‌نامه و چرایی به‌نظم درآوردن کوش‌نامه و در آخر مدح سلطان محمد. (ابیات ۱ تا ۲۲۶)
- بخش نخست که در اصل مقدمه‌ای برای بخش بعدی است. فردی به نام «کوش» که شاه ایران و اعراب است و تختگاهش در بغداد قرار دارد، مانوش، شاه روم را خراجگزار خود می‌کند. مانوش که می‌داند کوش فردی کتاب‌خوان است، ۴ کتاب دربارهٔ پزشکی و ۵ کتاب دربارهٔ تاریخ روم برای او می‌فرستد. در یکی از کتاب‌ها که دربارهٔ اسکندر است، آمده که او حین نبرد با آدم‌خواران آفریقایی با مجسمه عظیمی از کوش پیل‌دندان مواجه می‌شود و به‌منظور کسب آگاهی دربارهٔ این مجسمه با یکی از نوادگان جمشید به نام «مهانش» دیدار می‌کند. مهانش با ذکر داستان جمشید و ضحاک، سرگذشت مکتوب کوش پیل‌دندان را به اسکندر می‌دهد. (ابیات ۲۲۷ تا ۹۱۸)
- سرگذشت ۱۵۰۰ ساله کوش پیل‌دندان (ابیات ۹۱۹ تا ۱۰٬۱۲۹). کوش، برادر ضحاک که از طرف او به حکومت چین رسیده، صاحب بچه بسیار زشت‌رویی می‌شود. کوش از شدت خشم همسر خودش را کشته و نوزاد را در دشت رها می‌کند. آبتین که ریاست بازماندگان خاندان جمشید را برعهده دارد، نوزاد را یافته و بزرگ می‌کند؛ اما کوش پیل‌دندان در ۳۵ سالگی پدر حقیقی خودش را می‌شناسد و با بریدن سر یکی از پسران آبتین، آن را به پدر واقعی خود تقدیم می‌کند. در ادامه آبتین به جزیره بسیلا (ژاپن) گریخته، به طیهور، شاه آنجا پناه می‌برد. آبتین با دختر شاه ازدواج می‌کند و شبی در خواب، جمشید او را به بازگشت به ایران فرا می‌خواند. در همین زمان کوش می‌میرد و کوش پیل‌دندان از طرف ضحاک به ریاست بر چین ادامه می‌دهد. آبتین در ایران کشته می‌شود و فرزند تازه او یعنی فریدون، که مادرش دختر شاه بسیلا است، مخفیانه رشد می‌کند. در آخر ضحاک به‌دست فریدون برمی‌افتد و کوش نیز که در چین ادعای خدایی کرده، درنهایت اسیر سپاه فریدون می‌شود. او پس از ۴۰ سال برای لشکرکشی علیه سیاهان آفریقایی آزادشده، اما عهدشکنی کرده و برای خود امپراتوری گسترده‌ای در آفریقا تا حدود اندلس برپا می‌کند. او دوباره ادعای خدایی می‌کند و مردم را به پرستش خودش وادار می‌کند. سرانجام فرزانه‌ای که از نسل جمشید است او را از گمراهی نجات می‌دهد و کوش پیل‌دندان به دادگری و گسترش خداپرستی می‌پردازد.